# Allan Williams

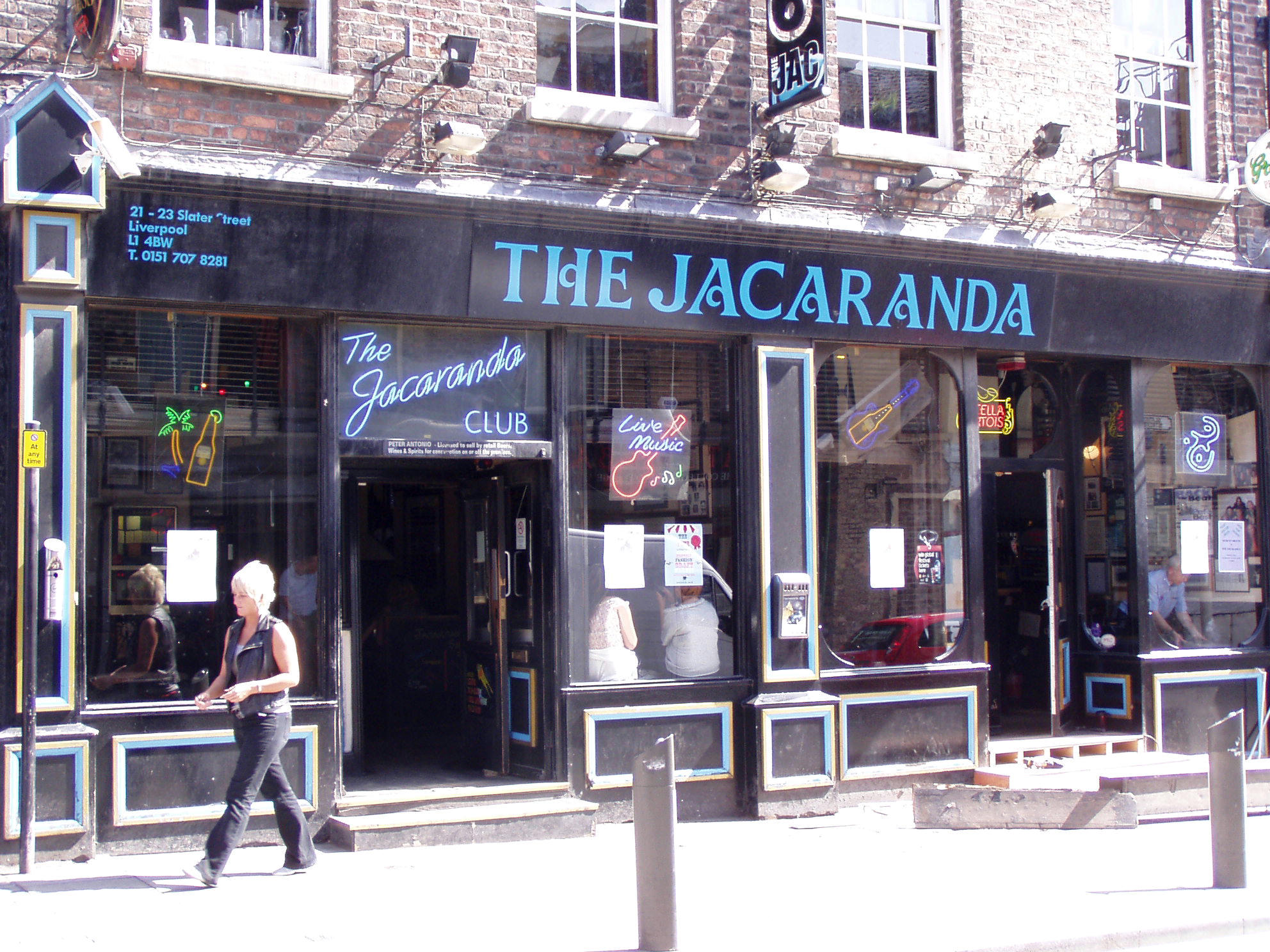
"The Jacaranda" fundat per Williams

Allan Richard Williams (17 de març de 1930 – 30 de desembre de 2016) va ser un home de negocis i promotor britànic, va ser el primer mànager dels Beatles. Va conduir personalment la furgoneta per portar la banda a Hamburg, Alemanya el 1960, on van obtenir la formació necessària al món del espectacle que seria clau en la seva futura projecció internacional.
El 1958 Williams va arrendar una botiga anteriorment dedicada a la reparació de rellotges al 21 de Slater Street de Liverpool, i el va convertir a un bar de cafè. Va anomenar el local The Jacaranda, pel nom d'una espècie exòtica d'arbre de floració ornamental (jacaranda mimosifolia).
El Jac (com va ser conegut) va obrir el setembre del 1958. Els Beatles era clients freqüents, amb John Lennon i Stuart Sutcliffe (alumnes del proper Art College de Liverpool) i Paul McCartney (alumne de l'adjacent Liverpool Institute). Quan aquests varen demanar la possibilitat de tocar al club, Williams en comptes d'això els va posar a redecorar el local, amb Lennon i Sutcliffe pintant un mural pel lavabo de Senyores. Finalment, els Beatles va començar tocar al Jac ocasionalment. Entre maig i agost de 1960, Williams va aconseguir una sèrie de contractes pel grup a altres llocs.